# Nash (typ jachtu)
Nash – jacht budowany w Polsce w dużych seriach przez Polsport Chojnice w wersji mieczowej, oraz w Stoczni Północnej Gdańsk jako przystosowany do pływań na morskich wodach osłoniętych.